# Latris pacifica
Latris pacifica är en fiskart som beskrevs av Roberts 2003. Latris pacifica ingår i släktet Latris och familjen Latridae. Inga underarter finns listade i Catalogue of Life.